# Christian Charpy
Pour les articles homonymes, voir Charpy.
 (octobre 2014).
Si vous disposez d'ouvrages ou d'articles de référence ou si vous connaissez des sites web de qualité traitant du thème abordé ici, merci de compléter l'article en donnant les références utiles à sa vérifiabilité et en les liant à la section « Notes et références ».
Christian Charpy, né le 25 novembre 1959 à Saint-Malo, est un haut fonctionnaire français. Il prend le 18 avril 2005 la fonction de directeur général de l'Agence nationale pour l'emploi (nomination au conseil des ministres du 6 avril 2005). Il conduit la fusion entre l'ANPE et le réseau des Assédic en étant nommé à la tête de l'instance chargée de cette mission. Cette mission prend fin le 19 décembre 2011.

## Biographie
Conseiller social au cabinet du Premier ministre d'octobre 2003 à avril 2005, Christian Charpy a contribué à la réforme de l'assurance maladie. Il a présidé l'Agence française du sang (1998-2003), après avoir dirigé Radio France internationale (RFI) (1995-1998).
À sa sortie de l'ENA (promotion 1986 « Denis Diderot »), il a été auditeur, puis conseiller référendaire à la Cour des Comptes (1986-1990). Détaché à Pékin comme conseiller à l'ambassade de France (1990-1992), il fut ensuite adjoint au chef du service de l'action humanitaire au ministère des Affaires étrangères (1992-1993). Conseiller technique de Simone Veil, ministre des Affaires sociales, de la Santé et de la Ville (1993-1994), il a ensuite dirigé le cabinet de Philippe Douste-Blazy, ministre délégué à la Santé (1994-1995).
En 2008, Christian Charpy devient délégué général de l'instance nationale provisoire préfigurant l'établissement instauré par la loi no 2008-126 du 13 février 2008 réformant le service public de l'emploi (article L. 311-7 du code du travail). Cette institution a pris en octobre 2008 le nom de Pôle emploi et commencera à fonctionner de manière opérationnelle en janvier 2009.
Il devient début 2023 président de la quatrième chambre de la Cour des comptes, spécialisée dans les affaires de défense, de renseignement. En mai 2025, il est nommé à la tête de la Commission nationale des comptes de campagne et des financements politiques. Damien Cazé, patron de la Direction générale de l'Aviation civile, est pressenti pour le remplacer à la Cour des comptes. 

## Critiques
Début 2009, le Canard enchaîné révèle qu'il a bénéficié d'une augmentation de 20 %, soit 275 000 euros bruts par an. Cette même année, il est critiqué pour ses méthodes de management.